# Тучемпи (гміна)
Гміна Тучемпи (пол. Gmina Tuczępy) — сільська гміна у східній Польщі. Належить до Буського повіту Свентокшиського воєводства.
Станом на 31 грудня 2011 у гміні проживало 3827 осіб.

## Територія
Згідно з даними за 2007 рік площа гміни становила 83.74 км², у тому числі:
- орні землі: 62.00%
- ліси: 23.00%

Таким чином, площа гміни становить 8.66% площі повіту.

## Населення
Станом на 31 грудня 2011:
| Опис     | Загалом | Загалом | Чоловіки | Чоловіки | Жінки | Жінки |
| -------- | ------- | ------- | -------- | -------- | ----- | ----- |
| одиниця  | осіб    | %       | осіб     | %        | осіб  | %     |
| все      | 3827    | 100     | 1908     | 49.86    | 1919  | 50.14 |
| міське   | 0       | 100     | 0        |          | 0     |       |
| сільське | 3827    | 100     | 1908     | 49.86    | 1919  | 50.14 |

## Сусідні гміни
Гміна Тучемпи межує з такими гмінами: Ґнойно, Олесниця, Ритв'яни, Сташув, Стопниця, Шидлув.